# Stefan Huber
Stefan Huber (Zürich, 14 juni 1966) is een voormalig Zwitsers profvoetballer, die gedurende zijn carrière actief was als doelman.

## Clubcarrière
Huber begon zijn profcarrière in 1984 bij Grasshoppers, en stapte in 1988 over naar FC Lausanne-Sport. In 1993 tekende hij een contract bij FC Basel, waarna hij in 1999 terugkeerde bij Grasshoppers. In 2002 beëindigde hij zijn voetballoopbaan.

## Interlandcarrière
Huber kwam in totaal zestien keer uit voor het Zwitsers nationaal elftal. Hij maakte zijn debuut op 2 februari 1991 in het vriendschappelijke duel in Miami tegen de Verenigde Staten (0-1). Zijn laatste interland speelde hij op 8 september 1999 in Lausanne tegen Wit-Rusland (2-0). In de jaren negentig was Marco Pascolo zijn grote concurrent bij de nationale ploeg.